# Concert for George
Concert for George — концертный саундтрек-альбом, вышедший в 2003 году вместе с одноимённым DVD в память о Джордже Харрисоне.

## Об альбоме
В диск вошли многие из известных песен Харрисона в концертном исполнении его друзей-музыкантов. Альбом представляет собой запись Концерта для Джорджа, состоявшегося 29 ноября 2002 года в Королевском Альберт-холле в день первой годовщины со дня смерти Харрисона. Одним из исполнителей и музыкальным директором концерта был Эрик Клэптон.
Альбом был издан в ноябре 2003 года, ко второй годовщине со дня смерти Джорджа Харрисона, и поднялся до 97-го места в американских чартах. В 2005 году музыкальный DVD «Concert for George» выиграл премию Грэмми в категории лучшее полнометражное музыкальное видео года. На DVD вошёл бонусный материал, включая песни Монти Пайтон «Sit on My Face» и «The Lumberjack Song» и композицию «Horse to the Water» в исполнении Сэм Браун, дочери британского певца Джо Брауна.

## Список композиций

### Диск 1
1. «Sarve Shaam» (Ravi Shankar) — 3:18
2. «Your Eyes (Sitar Solo)» (Ravi Shankar), performed by Anoushka Shankar — 8:23
3. «The Inner Light», performed by Jeff Lynne and Anoushka Shankar — 3:02
  - Originally the B-side to The Beatles' «Lady Madonna» in 1968
4. «Arpan» (Ravi Shankar), conducted by Anoushka Shankar — 23:02

### Диск 2
1. «I Want to Tell You», performed by Jeff Lynne — 2:53
  - Originally heard on The Beatles' 1966 album Revolver
2. «If I Needed Someone», performed by Eric Clapton — 2:29
  - Originally heard on The Beatles' 1965 album Rubber Soul
3. «Old Brown Shoe», performed by Gary Brooker — 3:48
  - Originally the B-side to The Beatles' «The Ballad of John and Yoko» in 1969
4. «Give Me Love (Give Me Peace on Earth)», performed by Jeff Lynne — 3:29
  - Originally heard on Harrison’s 1973 album Living in the Material World
5. «Beware of Darkness», performed by Eric Clapton — 4:01
  - Originally heard on Harrison’s 1970 album All Things Must Pass
6. «Here Comes the Sun», performed by Joe Brown — 3:09
  - Originally heard on The Beatles' 1969 album Abbey Road
7. «That’s the Way It Goes», performed by Joe Brown — 3:40
  - Originally heard on Harrison’s 1982 album Gone Troppo
8. «Taxman», performed by Tom Petty and the Heartbreakers — 3:11
  - Originally heard on The Beatles' 1966 album Revolver
9. «I Need You», performed by Tom Petty and the Heartbreakers — 3:00
  - Originally heard on The Beatles' 1965 album Help!
10. «Handle With Care» (Harrison, Bob Dylan, Jeff Lynne, Tom Petty, Roy Orbison), performed by Tom Petty and the Heartbreakers with Jeff Lynne and Dhani Harrison — 3:27
  - Originally heard on Traveling Wilburys' 1988 album Traveling Wilburys Vol. 1
11. «Isn't It a Pity», performed by Billy Preston — 6:58
  - Originally heard on Harrison’s 1970 album All Things Must Pass
12. «Photograph» (Harrison, Richard Starkey), performed by Ringo Starr — 3:57
  - Originally heard on Ringo Starr’s 1973 album Ringo
13. «Honey Don't» (Carl Perkins), performed by Ringo Starr — 3:04
  - Originally heard on The Beatles' 1964 album Beatles for Sale
14. «For You Blue», performed by Paul McCartney — 3:05
  - Originally heard on The Beatles' 1970 album Let It Be
15. «Something», performed by Paul McCartney and Eric Clapton — 4:26
  - Originally heard on The Beatles' 1969 album Abbey Road
16. «All Things Must Pass», performed by Paul McCartney — 3:33
  - Originally heard on Harrison’s 1970 album All Things Must Pass
17. «While My Guitar Gently Weeps», performed by Paul McCartney and Eric Clapton — 5:57
  - Originally heard on The Beatles' 1968 double album The Beatles
18. «My Sweet Lord», performed by Billy Preston — 5:03
  - Originally heard on Harrison’s 1970 album All Things Must Pass
19. «Wah-Wah», performed by Eric Clapton and Band — 6:06
  - Originally heard on Harrison’s 1970 album All Things Must Pass
20. «I'll See You in My Dreams» (Isham Jones, Gus Kahn), performed by Joe Brown — 4:02

## Участники записи
- Эрик Клэптон — гитары, музыкальный директор
- Джефф Линн, Том Петти, Джо Браун, Алберт Ли, Марк Манн, Энди Фэйрвезер Лоу, Дхани Харрисон, Пол Маккартни — электрические и акустические гитары
- Гэри Брукер, Джулс Холланд, Крис Стейнтон, Билли Престон, Пол Маккартни — клавишные
- Дэйв Броунз, Клаус Форман — бас-гитары
- Джим Капалди, Ринго Старр, Джим Келтнер, Генри Спинетти — ударные
- Рэй Купер — перкуссия
- Джим Хорн — тенор саксофон
- Том Скотт — альт саксофон
- Кэйти Киссун, Тесса Найлз, Сэм Браун — бэкинг вокал
- Анушка Шанкар — ситар